# Breda, Katalonien
Breda är en kommun i Spanien.  Den ligger i provinsen Girona och regionen Katalonien, i den östra delen av landet, 500 km öster om huvudstaden Madrid. Antalet invånare är 3 767.
Staden härstammar från benediktinerklostret San Salvador de Breda, som grundades 1038 av vizcondes de Cabrera av vilka många byggnader finns kvar, inklusive den nuvarande gotiska kyrkan och klocktornet. En av de första byggnaderna är Santa Maríakyrkan, byggd i förromansk stil, och används som rådhus.
Den gotiska kyrkan från 1300-talet, med dimensionerna 33 meter lång och 12,5 meter bred, har under lång tid varit känd som "katedralen i djungeln". Bredas medeltida arv har förstörts flera gånger under 1800- och 1900-talet, under konfiskationer och inbördeskriget. Klocktornet har restaurerats senare.
Det finns också en ermita tillägnad Sankta Anna.
Breda har traditionellt sett varit "grytornas" paradis eftersom det var det spanska keramikcentret med den största produktionen av grytor och eldfasta kärl, vilket framgår av 144 krukmakare som registrerades på 1700-talet. Ännu 1982 fanns 1 982 verkstäder i verksamhet, och ett kooperativ av keramiker skapades på 1970-talet, med export till länder som Frankrike, Holland och Danmark. Dessutom levererades keramiklera till en stor del av den spanska marknaden, trots den konkurrens som följde med utvecklingen av andra viktiga nationella keramikcentra, såsom Arrabal de Portillo eller Navarrete. 